# Машадо де Асис
Жоаким Марија Машадо де Асис (порт. Joaquim Maria Machado de Assis; Рио де Жанеиро, 21. јун 1839 — Рио де Жанеиро, 29. септембар 1908) био је бразилски књижевник и песник. Сматра се најзначајнијим писцем бразилске књижевности. За свог живота није стекао ширу популарност ван Бразила.
Машадова дела су имала велики утицај на бразилску књижевност касног 19. и 20. века. Међу поштоваоцима његовог дела су: Жозе Сарамаго, Карлос Фуентес, Сузан Зонтаг и Харолд Блум.

## Поезија
- (1864)
- (1870)
- (1875)

## Дела
- 1864 - Crisálidas (поезија)
- 1870 - Falenas (поезија)
- 1870 - Contos Fluminenses (Флуминензијске приче)
- 1872 - Ressurreição (Васкрснуће)
- 1873 - Histórias da Meia Noite (Поноћне приче)
- 1874 - A Mão e a Luva (Рука и рукавица)
- 1875 - Americanas (поезија)
- 1876 - Helena (роман)
- 1878 - Iaiá Garcia (Јаја Гарсија)
- 1881 - Memórias Póstumas de Brás Cubas (Постхумни мемоари Брас Кубаса)
- 1882 - Papéis Avulsos (Усамљени папири)
- 1882 - O alienista (Психијатар)
- 1884 - Histórias sem data (Приче без датума)
- 1891 -
- 1896 - Várias histórias (Разне приче)
- 1899 - Páginas recolhidas (Задржане странице)
- 1899 - Dom Casmurro (Sir Dour)
- 1901 - Poesias completas (Сабране песме)
- 1904 - Esaú e Jacó (Есау и Јаков)
- 1906 - Relíquias da Casa Velha (Остаци старе куће)
- 1908 - Memorial de Aires (Ајресова сећања)